# فیل اندروز (بازیکن فوتبال)
فیل اندروز (انگلیسی: Phil Andrews؛ زادهٔ ۱۴ سپتامبر ۱۹۷۶) بازیکن فوتبال اهل بریتانیا است.
از باشگاه‌هایی که در آن بازی کرده‌است می‌توان به باشگاه فوتبال برایتون اند هوو آلبیون اشاره کرد.